# ديفيد كونغدون
ديفيد كونغدون هو سياسي بريطاني، ولد في 16 أكتوبر 1949. نشط حزبياً في حزب المحافظين. في الانتخابات العامة في المملكة المتحدة 1992 ‏، انتخب عضو البرلمان الحادي والخمسون للمملكة المتحدة ‏ عن دائرة Croydon North East (UK Parliament constituency) ‏ وقد انضم خلال فترته النيابية ‏ (9 أبريل 1992 – 8 أبريل 1997) للكتلة البرلمانية حزب المحافظين.